# مجنون سفلي
مجنون سفلي (بالفارسية: مجنون سفلی) هي قرية تقع في قسم آواجيق الجنوبي الريفي (مقاطعة تشالدران) في إيران. يقدر عدد سكانها بـ 119 نسمة بحسب إحصاء 2016.